# Synanthedon pini
Synanthedon pini (tên tiếng Anh: Pitch Mass Borer) là một loài bướm đêm thuộc họ Sesiidae. Nó được tìm thấy ở đông bắc Hoa Kỳ.

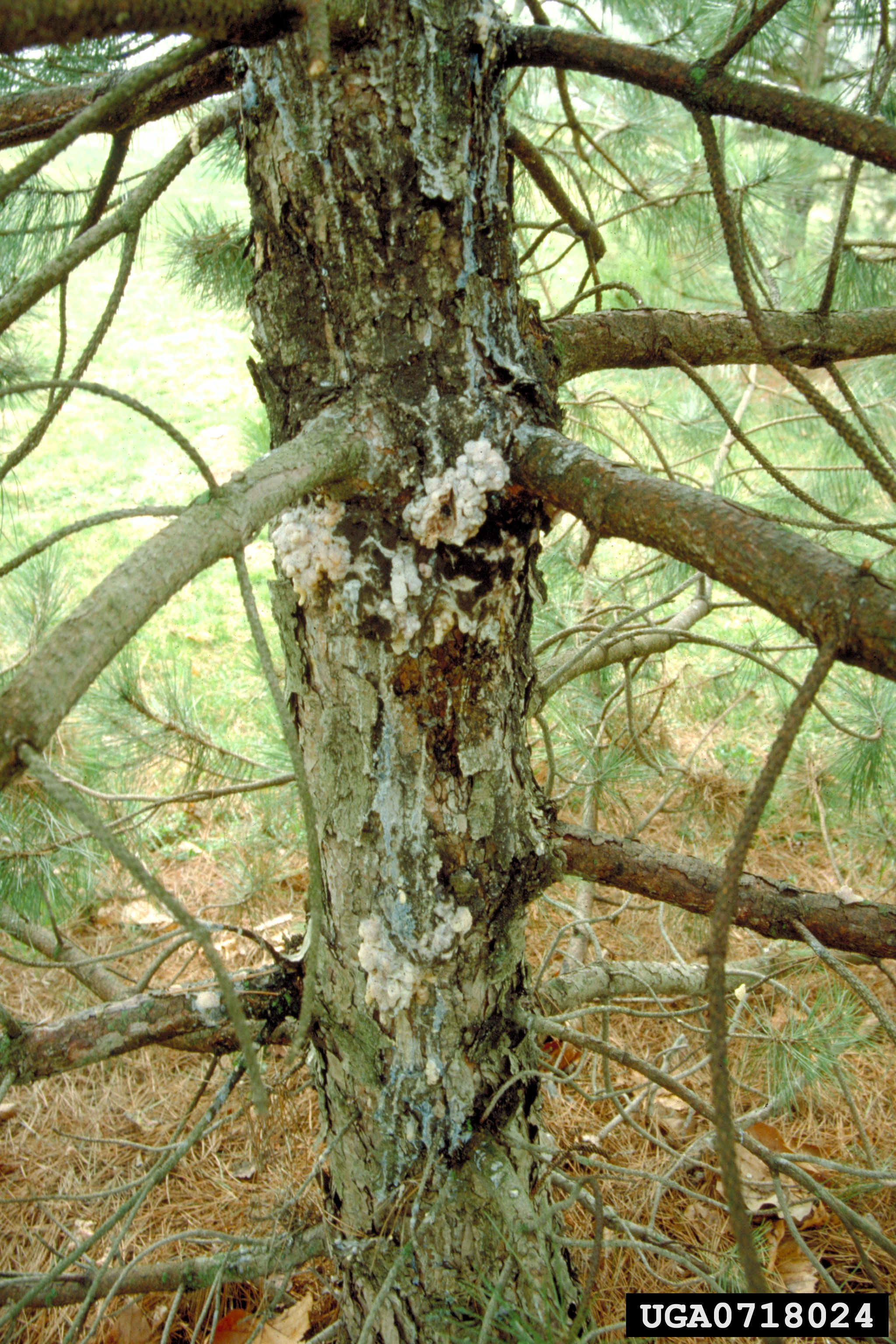
Hư hại

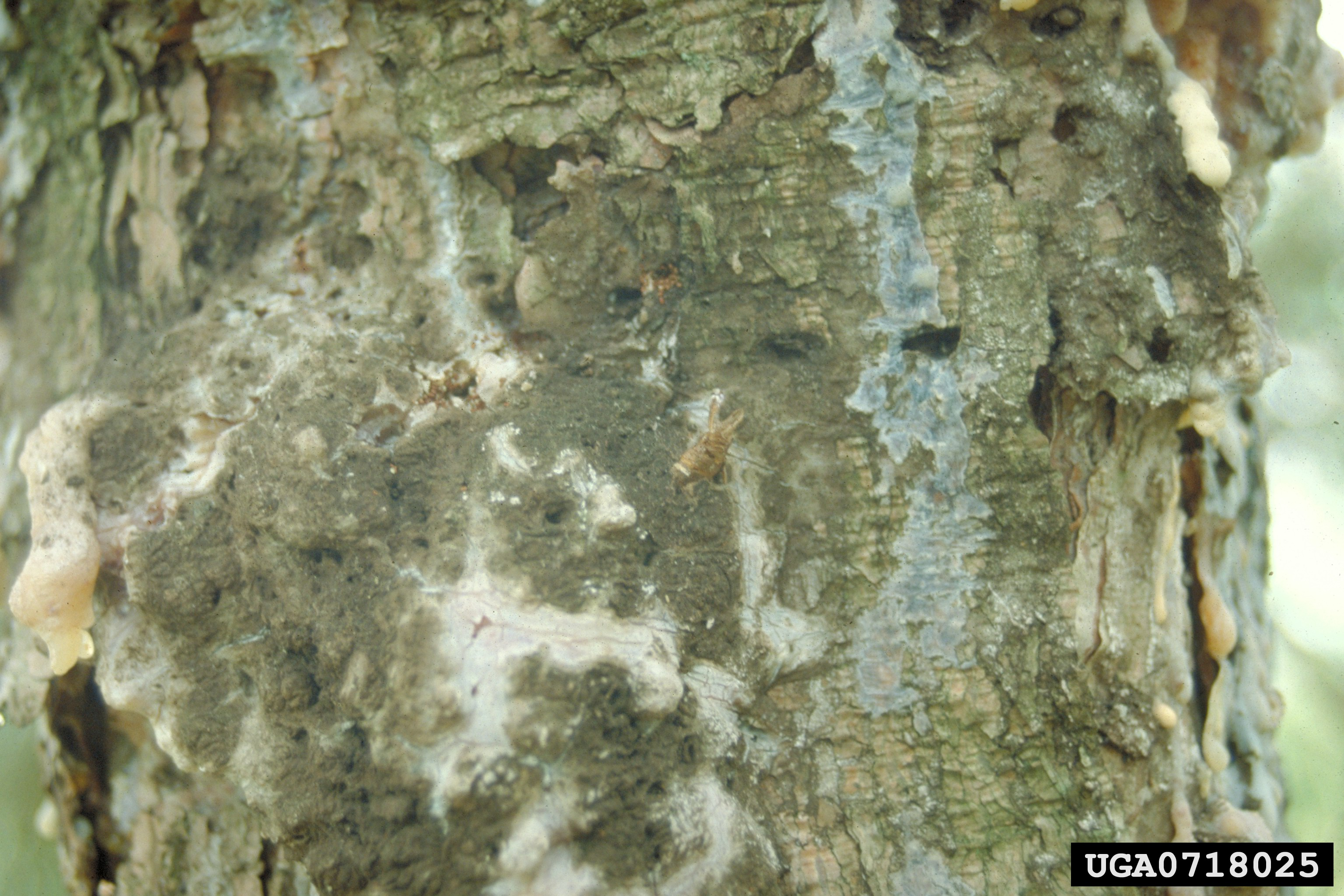
Hư hại

Con trưởng thành bay vào giữa tháng 7.
Ấu trùng ăn cây thông. Chúng tạo ra một lỗ lớn trên cây bị hại.